# Век помрачения
«Век помрачения» (фр. L'Âge des ténèbres) — франко-канадский фильм, снятый в 2007 году. Автором сценария и режиссёром выступил Дени Аркан. Фильм является третьей частью «кинотрилогии неудач» Аркана (первые две — «Закат американской империи» и «Нашествие варваров»). Картина была представлена на внеконкурсной программе Каннского кинофестиваля 2007 года.
Лента получила четыре номинации на премию «Джини» — за лучший фильм, режиссуру, оригинальный сценарий и мужскую роль.

## Сюжет
Жан-Марк живёт в Канаде. Работает в департаменте социальной защиты правительства Квебека. У него большой дом, две дочери, очень успешная жена, хорошие приятели на работе, красивая, но суровая начальница. Но окружающая действительность ему не по душе: жена постоянно в работе, дети его игнорируют, а работа не приносит удовольствие. Большую часть времени Жан-Марк старается проводить в своих мечтах. Здесь он — герой, звезда, уважаемый человек. Он окружен красотками и достигает всего, чего хочет. Сможет воображаемый мир заменить реальный? И что есть настоящая жизнь?

## В ролях
- Марк Лабреш — Жан-Марк Леблан
- Диана Крюгер — Вероника Стар
- Сильви Леонар — Сильви Кормье-Леблан
- Каролин Нерон — Кароль Бигра-Бурк
- Вероник Клутье — Лин
- Руфус Уэйнрайт — le prince charmant chantant
- Маша Гренон — Беатрис де Савуа
- Эмма де Кон — Карин Танданс
- Дидье Люсьен — Вильям Шерюбен
- Розали Жюльен — Лоранс Метивье
- Жан-Рене Уэле — Сен-Бернар де Клерво
- Андре Робитай — непосредственный начальник
- Юго Жиру — Торвальд Викинг
- Кристиан Бежан — le motivateur hilare
- Пьер Курци — Пьер
- Жиль Пельтье — Реймон Леклер
- Жоанн-Мари Трамбле — Констанс Лазюр
- Франсуаза Гратон — мадам Леблан
- Жак Лавалли — Ромарик
- Мишель Ривар — кюре
- Тьерри Ардиссон — играет себя
- Лоран Баффи — играет себя
- Бернар Пиво — играет себя
- Дональд Сазерленд — играет себя